# Eudonia liebmanni
Eudonia liebmanni là một loài bướm đêm trong họ Crambidae.